# Jacqueline Bisset

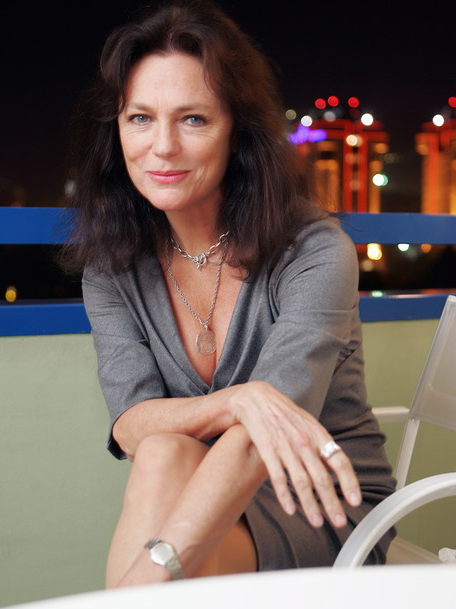
Jacqueline Bisset in Almaty (2007)

Winifred Jacqueline Fraser Bisset, kurz Jacqueline Bisset [ˌd͡ʒækəliːn ˈbɪsɪt] (* 13. September 1944 in Weybridge), ist eine britische Schauspielerin.

## Leben
Jacqueline Bisset arbeitete zunächst als Fotomodell, bevor sie 1964 zum Film kam. Ihre zweite Rolle spielte sie 1966 in Roman Polańskis Wenn Katelbach kommt…, der auf der Berlinale mit dem Goldenen Bären ausgezeichnet wurde. Mit ihrer Hauptrolle in François Truffauts Die amerikanische Nacht (1973) etablierte sich Bisset in Europa als Kinostar.
Sie spielte an der Seite bekannter Darsteller wie Dean Martin, Jean-Pierre Léaud, Steve McQueen, Burt Lancaster, Joseph Cotten, Paul Newman, Jon Voight, Marcello Mastroianni, Robert Shaw, Nick Nolte, Anthony Quinn, George Segal, Jean-Paul Belmondo, Jean-Pierre Cassel, Marc Porel, Charles Bronson, Jean Rochefort, Frank Sinatra, Albert Finney, Sean Connery und arbeitete mit Regisseuren wie Sidney Lumet, George Cukor, John Huston und Claude Chabrol.
Außer in Kinofilmen spielte Bisset in Fernsehmehrteilern und Fernsehserien mit, unter anderem in Napoleon und Josephine. In Mr. & Mrs. Smith (2005) hatte sie eine Nebenrolle; die Szenen mit ihr wurden jedoch für die endgültige Fassung herausgeschnitten.
Für ihre Rolle in der Fernsehserie Dancing on the Edge wurde Bisset 2014 mit dem Golden Globe als beste Nebendarstellerin in einer Miniserie ausgezeichnet.

## Filmografie (Auswahl)
- 1964: Der gewisse Kniff (The Knack …and How to Get It)
- 1966: Wenn Katelbach kommt… (Cul-de-sac)
- 1967: Casino Royale (Casino Royale)
- 1967: Zwei auf gleichem Weg (Two for the Road)
- 1967: The Cape Town Affair
- 1968: Der Detektiv (The Detective)
- 1968: Die wilden Jahre (The Sweet Ride)
- 1968: Bullitt
- 1968: Wer trägt bei Rosie schon Pyjamas? (The First Time)
- 1969: Ein Sommer in Frankreich (L’échelle blanche / La Promesse)
- 1970: Airport
- 1970: Jung, hübsch und hemmungslos (The Grasshopper)
- 1971: Mephisto-Walzer (The Mephisto Waltz)
- 1972: Das war Roy Bean (The Life and Times of Judge Roy Bean)
- 1973: Webster ist nicht zu fassen  (The Thief Who Came to Dinner)
- 1973: Die amerikanische Nacht (La Nuit américaine)
- 1973: Le Magnifique – ich bin der Größte (Le Magnifique)
- 1974: Mord im Orient-Expreß (Murder on the Orient Express)
- 1975: Der Richter und sein Henker
- 1975: Die Sonntagsfrau (La donna della domenica)
- 1976: Der Tag der Abrechnung (St. Ives)
- 1977: Die Tiefe (The Deep)
- 1978: Der große Grieche (The Greek Tycoon)
- 1978: Die Schlemmer-Orgie (Who Is Killing the Great Chefs of Europe?)
- 1980: Der Tag, an dem die Welt unterging (When Time Ran Out…)
- 1981: Inchon
- 1981: Reich und berühmt (Rich and Famous)
- 1983: Class
- 1984: Unter dem Vulkan (Under the Volcano)
- 1984: Versteckt (Forbidden)
- 1985: Anna Karenina (Fernsehfilm)
- 1987: Napoleon und Josephine (Napoleon and Josephine: A Love Story, Fernsehdreiteiler)
- 1989: Luxus, Sex und Lotterleben (Scenes from The Class Struggle In Beverly Hills)
- 1989: Wilde Orchidee (Wild Orchid)
- 1991: The Maid
- 1993: Cold as Steel (CrimeBroker, Fernsehfilm)
- 1995: Biester (La Cérémonie)
- 1996: Rosamunde Pilchers September (September)
- 1998: Gefährliche Schönheit – Die Kurtisane von Venedig (Dangerous Beauty)
- 1999: Die Bibel – Jesus (Jesus, Fernsehfilm)
- 1999: Black Devil – In der Stadt der Engel ist der Teufel los (Let the Devil Wear Black)
- 2000: Britannic (Fernsehfilm)
- 2000: Am Anfang (In the Beginning, Fernsehfilm)
- 2001: Harvest Moon – Vollmond im September (Dancing at the Harvest Moon)
- 2002: Latter Days
- 2004: Mordmotiv: Rache (The Survivors Club)
- 2005: Domino
- 2005: Rosamunde Pilcher: Zauber der Liebe
- 2006: Save the Last Dance 2
- 2006: Nip/Tuck – Schönheit hat ihren Preis (Nip/Tuck; Fernsehserie, 7 Folgen)
- 2007: Nora Roberts – Lilien im Sommerwind (Carolina Moon, Fernsehfilm)
- 2008: Death in Love
- 2011–2012: Rizzoli & Isles (Fernsehserie, 3 Folgen)
- 2013: Dancing on the Edge (Fernseh-Miniserie, 4 Folgen)
- 2014: Welcome to New York
- 2015: Im Himmel trägt man hohe Schuhe (Miss You Already)
- 2016: The Last Film Festival
- 2017: Der andere Liebhaber (L’Amant Double)
- 2017: 9/11
- 2017: Backstabbing for Beginners
- 2018: Head Full of Honey
- 2018: Im Hier und Jetzt – Der beste Tag meines Lebens (Here and Now)
- 2021: Messe basse
- 2021: Blood Brothers
- 2021: Madeleine Collins
- 2021: Tanz zum Ruhm (Birds of Paradise)
- 2022: Loren & Rose